# Hotentoti
Hotentoti ili Khoikhoi je zajednički naziv za kojsanske etničke skupine srodne Bušmanima, koje su predstavljale ili predstavljaju domorodačko stanovništvo u jugozapadnim dijelovima Afrike.
Izraz Hotentot je u posljednje vrijeme stekao pejorativno značenje, jer se smatra kako dolazi od hottentot, riječi za mucavce u sjevernim dijalektima nizozemskog jezika kojim su bili govorili nizozemski doseljenici u 17. stoljeću. Tim izrazom su se nastojali opisati kojsanski jezici koji u sebi sadržavaju kliktaje kao sredstvo komunikacije.
Što zbog Bantu invazije na jug Afrike oko godine 1000., što zbog kasnije europske kolonijalne ekspanzije, većina Hotentota je bila prisiljena napustiti nomadski način života, a s vremenom se i stopiti s drugim afričkim narodima. 
Etničke skupine koje u sebi imaju najviše hotentotskih primjesa su tzv. Obojeni ljudi u bivšoj Cape Koloniji, narod Griqua u Zapadnom Capeu, i Oorlams potomci Herera u Namibiji.